# 1141
Năm 1141 trong lịch Julius.